# Couples and Robbers
Couples and Robbers ist eine britische Kurzfilm-Komödie von Clare Peploe aus dem Jahr 1981.

## Handlung
Wendy Anne MacDonald und Morris David Boys heiraten. Während der Trauung fällt Wendys Ehering zu Boden und bleibt verschwunden – ein erster Dämpfer während der Hochzeit. Nach der Trauung verabschieden sich alle Gäste, wobei ein Gästepaar den beiden als Geschenk Karten für die Oper gibt, und Wendy und Morris stehen am Ende allein da. Weil Wendy sich weigert, schon jetzt zu ihrer Mutter zu gehen, verbringen die beiden den Tag in der Stadt und essen Eis. Sie halten schließlich vor einer prächtigen Villa, die von Walter und Julian bewohnt wird. Einer ist Anwalt und hat gerade eine Perücke geliefert bekommen. Das Paar steht lange vor der Villa und beobachtet die Vorgänge im Haus. Schließlich entdeckt Morris vor der Villa einen Wagen, der nicht abgeschlossen ist. Zudem stecken die Schlüssel und Wendy und Morris stehlen das Auto kurzerhand. Sie fahren umher und halten für die Nacht schließlich an einem kleinen Hotel. Hier überlegen sie, was sie für ihre gemeinsame Ehe alles brauchen, und erstellen eine lange Liste an Elektronikgeräten, die sie sich nie leisten könnten. Julian und Walter bemerken am nächsten Tag den Diebstahl ihres Wagens und wollen schon die Polizei rufen, als der Wagen plötzlich wieder an seinem gewohnten Platz steht. Wendy und Morris haben einen Brief hinterlassen, in dem sie sich für das Ausborgen des Wagens bedanken, habe er ihnen doch die Flitterwochen ermöglicht. Zum Dank haben beide die geschenkten Opernkarten beigelegt. Als Walter und Julian wiederum aus der Oper nach Hause kommen, ist die gesamte Wohnung ausgeraubt. Sie erkennen, dass sie hereingelegt wurden, und rufen die Polizei. Einer der beiden Polizisten, die eine Liste der gestohlenen Gegenstände erstellen, ist wiederum Morris.

## Produktion
Couples and Robbers war das Regiedebüt von Clare Peplo, die zuvor als Regieassistentin gearbeitet hatte. Sie verfasste zudem das Drehbuch des Films. Die Filmbauten stammen von Louise Stjemsward. Couples and Robbers wurde am 7. Oktober 1981 im Rahmen des New York Film Festivals gezeigt. In Großbritannien lief der Film unter anderem ab September 1982 als Vorfilm zu Blade Runner in den Kinos. Couples and Robbers war das Filmdebüt von Schauspieler Richard Bremmer.

## Auszeichnungen
Couples and Robbers wurde 1982 für einen Oscar in der Kategorie Bester Kurzfilm nominiert. Im selben Jahr erhielt er eine BAFTA-Nominierung als Bester Kurzfilm.